# 68 de l'Àguila
68 de l'Àguila (68 Aquilae) és una estrella de la constel·lació d'Aquila. Té una magnitud aparent de 6,12.